# Villiers-le-Pré

Villiers-le-Pré este o comună în departamentul Manche, Franța. În 2009 avea o populație de 194 de locuitori.